# 與蒙蒂同為義大利
與蒙蒂同為義大利（Con Monti per l'Italia）是義大利中間派選舉聯盟，由當時總理馬里奧·蒙蒂為參選2013年義大利大選所成立。 該聯盟政綱是以蒙蒂的口號「改變義大利。改革歐洲」為基礎。

## 聯盟成員
- 公民選擇（Scelta Civica - SC），中間派，黨魁馬里奧·蒙蒂。
- 中間聯盟（Unione di Centro - UdC），基督教民主主義，黨魁皮埃爾·費迪南多·卡西尼（Pier Ferdinando Casini）。
- 未來與自由黨（Futuro e Libertà - FLI），保守主義，黨魁吉安法蘭柯·菲尼（Gianfranco Fini）。

中間聯盟和未來與自由黨是已成立政黨，而公民選擇是蒙蒂為了參選所成立的政黨。其核心為前進第三共和（Toward the Third Republic, VTR）－成立於2012年11月的中間派組織，包括了盧卡·克勞德洛·迪·蒙特澤莫羅的未來義大利（Future Italy, IF）、前進北方（Toward North, VN）等中間派組織、羅倫佐·德萊（Lorenzo Dellai）的政黨特倫托聯盟（Union for Trentino, UpT）、進步主義天主教運動和工會知名人物如來自聖艾智德團體（Community of Sant'Egidio）的部長安德烈·里卡迪（Andrea Riccardi）、義大利工人基督教協會（Christian Association of Italian Workers, ACLI）的安德烈·奧立維羅（Andrea Olivero）、Confcooperative的路易吉·馬利諾（Luigi Marino）。除了里卡迪，雷納托·巴爾都奇（Renato Balduzzi）和恩佐·摩亞維羅·米拉內西（Enzo Moavero Milanesi）兩名部長也加入公民選擇。此外，部分民主黨和自由人民黨成員也宣布加入。
因受到義大利法律規定，三黨作為同盟將分別推出選舉名單參選眾議院，另以共同名單參選參議院。 蒙蒂邀請企業家安立科·邦迪（Enrico Bondi）協助他研擬聯盟參選人。 根據義大利法律，選舉聯盟黨魁必須提交候選人名單。無黨籍的經濟學家蒙蒂表示該聯盟是屬於公民運動，拒絕套用傳統政治的左右派概念。